# Tantilla oaxacae
Tantilla oaxacae är en ormart som beskrevs av Wilson och Meyer 1971. Tantilla oaxacae ingår i släktet Tantilla och familjen snokar. Inga underarter finns listade i Catalogue of Life.
Denna orm förekommer i en liten region Mexiko i delstaten Oaxaca. Den vistas i torra och fuktiga skogar. Honor lägger ägg.
Det är inget känt om populationens storlek och möjliga hot. IUCN kategoriserar arten globalt som otillräckligt studerad.